# Адлерспарре, Георг
Граф (с 1816) Георг Адлерспарре (швед. Georg greve Adlersparre; 28 марта 1760 — 23 сентября 1835) — шведский генерал, писатель и государственный деятель, известный своим участием в низвержении Густава IV.

## Биография
Учился в Уппсальском университете и в 1775 году поступил на военную службу. После смерти Густава III вышел в отставку и посвятил себя литературным занятиям, издавал в 1797—1801 годах либеральный журнал «Läsning i blandade ämnen».
После начала в 1808 году войны с Россией он опять вступил в армию и был назначен командующим так называемой Западной армией. Выдвинув это войско на Стокгольм, содействовал успеху революционной партии и низвержению Густава IV, за что новым королём Карлом XIII был осыпан милостями и возведен в графское достоинство. Когда затем он заметил, что его влияние и значение уменьшаются, то удалился в деревню и опять принялся за литературный труд.
Им был издан «Handlingar rörande Sveriges äldre nyare och nyaste historia» (9 т., Стокгольм, 1830—33), в котором он опубликовал множество секретных государственных бумаг, в том числе свою переписку с Карлом XIII, принцем Кристианом Августом и др., за что был подвергнут денежному взысканию. Его старший сын, Карл Август (1810—1862), приобрёл известность своими стихами и новеллами, изданными им под псевдонимом Альбано. Особенно проявился его талант литератора в историческом труде «1809 Års Revolution och dess män» (2 т., Стокгольм, 1860) и др.

## Награды
- Орден Меча, рыцарский крест (RSO1kl) (5 мая 1790)[2]
- Титул барона королевства Швеция (29 июня 1809, род внесён в рыцарский матрикул королевства Швеция 21 июня 1811 под № 337)
- Орден Меча командорский крест (KSO1kl) (3 июля 1809)
- Орден Меча командорский крест со звездой (большой крест) (KmstkSO) (25 ноября 1811)
- Титул графа королевства Швеция (7 октября 1816, род внесён в рыцарский матрикул королевства Швеция 3 октября 1818 под № 130)
- Звание «Одного из лордов королевства» (4 июля 1817)
- Орден Серафимов (RoKavKMO) (11 мая 1818)